# 多田羅沼
多田羅沼（たたらぬま）は、栃木県芳賀郡市貝町大字多田羅に位置するため池である。

## 概要
水田への灌漑用として造成された人造湖であり、面積は約2ha。市貝町の南端で益子町との境界線付近に存在する水田地帯に位置する。
スイレンなどの湿生植物が数多く群生しており、隣接の湿地や取り囲む森と併せて一帯24haが栃木県の自然環境保全地域に指定されており、県民の憩いの場として親しまれている。
湿地帯を一周する遊歩道が整備されている。

## 多田羅古墳群
多々羅沼東側丘陵の尾根に4基の円墳が点在していて市貝町指定記念物となっている。このほか小円墳も3基あるが、町指定はされていない。

## 交通アクセス
- 多々羅沼、古墳群ともに当初は駐車場は無かったが、2023年頃に5台分が整備された[5]。
- 真岡鐵道真岡線多田羅駅より徒歩約12分[5]